# Hôtel Otlet
Pour les articles homonymes, voir Otlet.
L’hôtel Otlet est un bâtiment Art nouveau édifié à Bruxelles par l'architecte Octave Van Rysselberghe avec le concours de Henry van de Velde pour la décoration intérieure (boiseries, vitraux...),.
Cette œuvre, marque l'insertion, encore prudente, de Van Rysselberghe dans le courant de l'Art nouveau.

## Historique
L'Hôtel Otlet a été construit de 1894 à 1898 pour le juriste et documentaliste Paul Otlet, plus de dix ans après l'Hôtel Goblet d'Alviella, construit en 1882.
Il a été classé comme monument en 1984 et restauré en 2001-2003 : il abrite actuellement le bureau d'avocats du romancier Alain Berenboom, par ailleurs spécialiste du droit d'auteur.

## Localisation
L'hôtel est situé à Bruxelles, à l'angle des rues de Livourne (no 48) et de Florence (no 13) dans la rue même où Van Rysselberghe construisit sa maison personnelle (maison Van Rysselberghe rue de Livourne no 83), au cœur d'un quartier qui abrite de nombreux chefs-d'œuvre de l'Art nouveau bruxellois comme l'hôtel Solvay, l'hôtel Tassel, la maison Hankar, etc.

## Architecture extérieure

### Style
Comme les autres réalisations d'Octave Van Rysselberghe, l'hôtel Otlet est édifié dans un style Art nouveau très sobre situé aux antipodes des excès rococo de certains architectes Art nouveau comme Gustave Strauven. 

### Matériau
L'hôtel est édifié en pierre de Savonnières très soigneusement appareillée, une pierre de taille de couleur dorée venue de Lorraine, à l'exception du soubassement qui est réalisé en pierre bleue.

### Asymétries et jeux de volumes
La façade possède un aspect mouvementé qui résulte de l'abandon de la symétrie et du jeu des volumes rentrants et sortants, et qui est tempéré par une impression d'unité conférée par les lignes horizontales du soubassement et de la corniche.
Les deux façades totalement asymétriques sont reliées entre elles par un oriel d'angle du plus bel effet.
Ces façades offrent un subtil jeu de volumes (bow-window, oriel, logettes, balcon, loggia et porche), asymétriques par leur forme, leur disposition et le nombre de leurs baies. Tous ces éléments sont subtilement reliés entre eux par le cordon qui délimite le rez-de-chaussée et le premier étage.

### Façade de la rue de Florence

#### Rez-de-chaussée

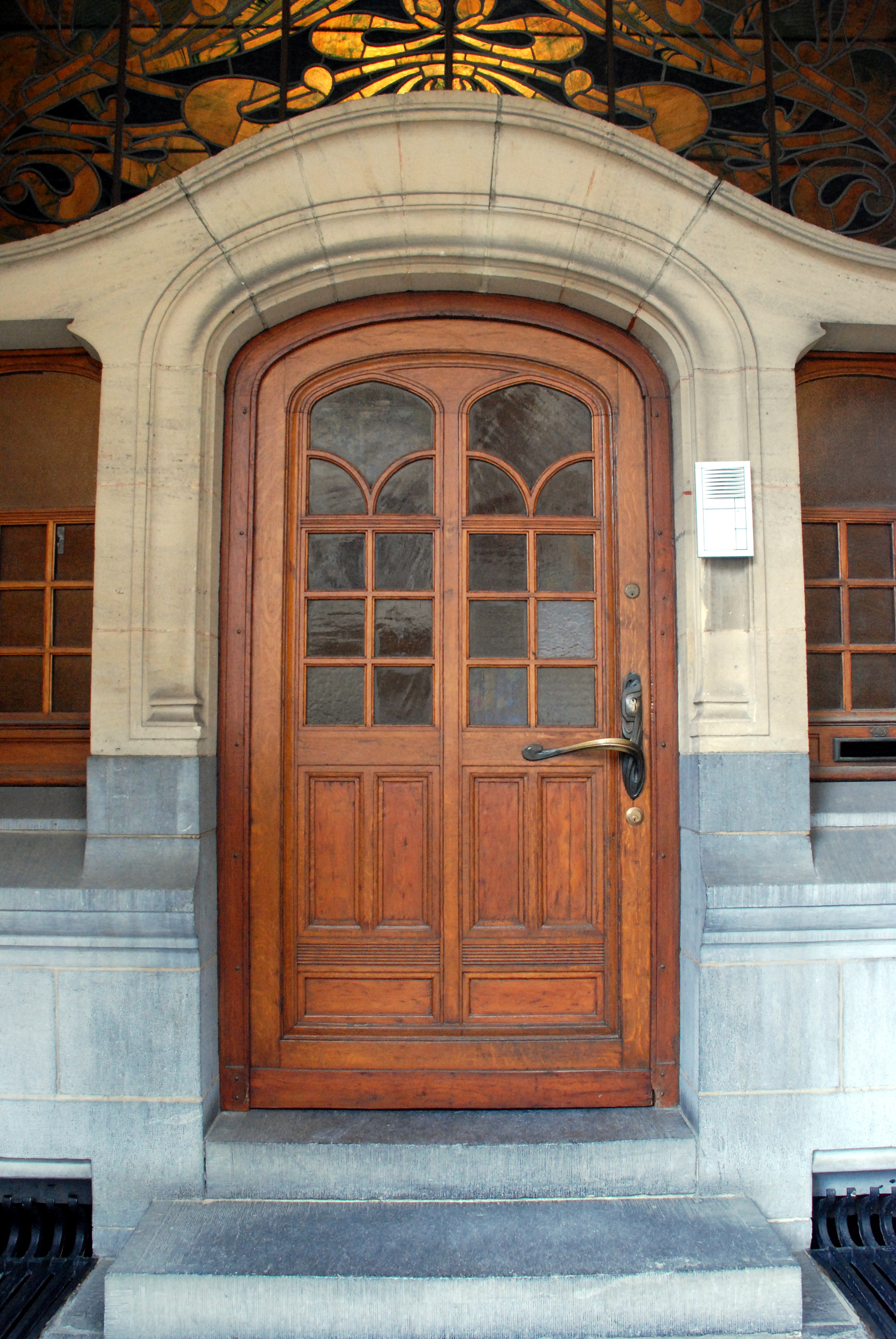
La porte abritée par le porche.

Le rez-de-chaussée de la façade de la rue de Florence est percé d'un porche « dans-œuvre » dont la voûte est faite de briques blanches vernissées. Ce porche abrite une porte ornée d'une belle poignée aux lignes en coup de fouet typique de l'Art nouveau floral. La porte est surmontée d'un vitrail aux tons orange, verts et noirs présentant lui aussi des motifs floraux caractéristiques de l'Art nouveau.

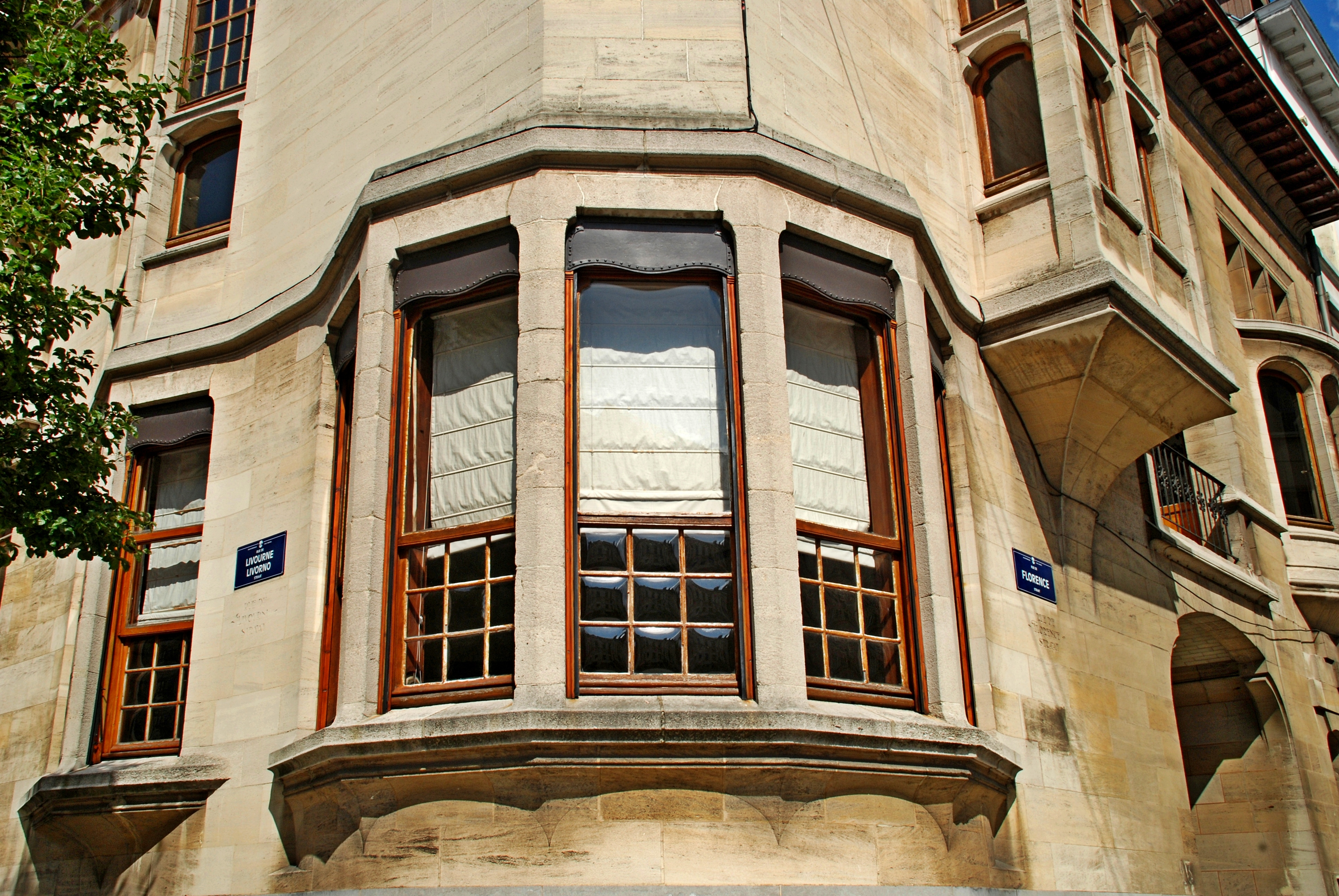
L'oriel d'angle.
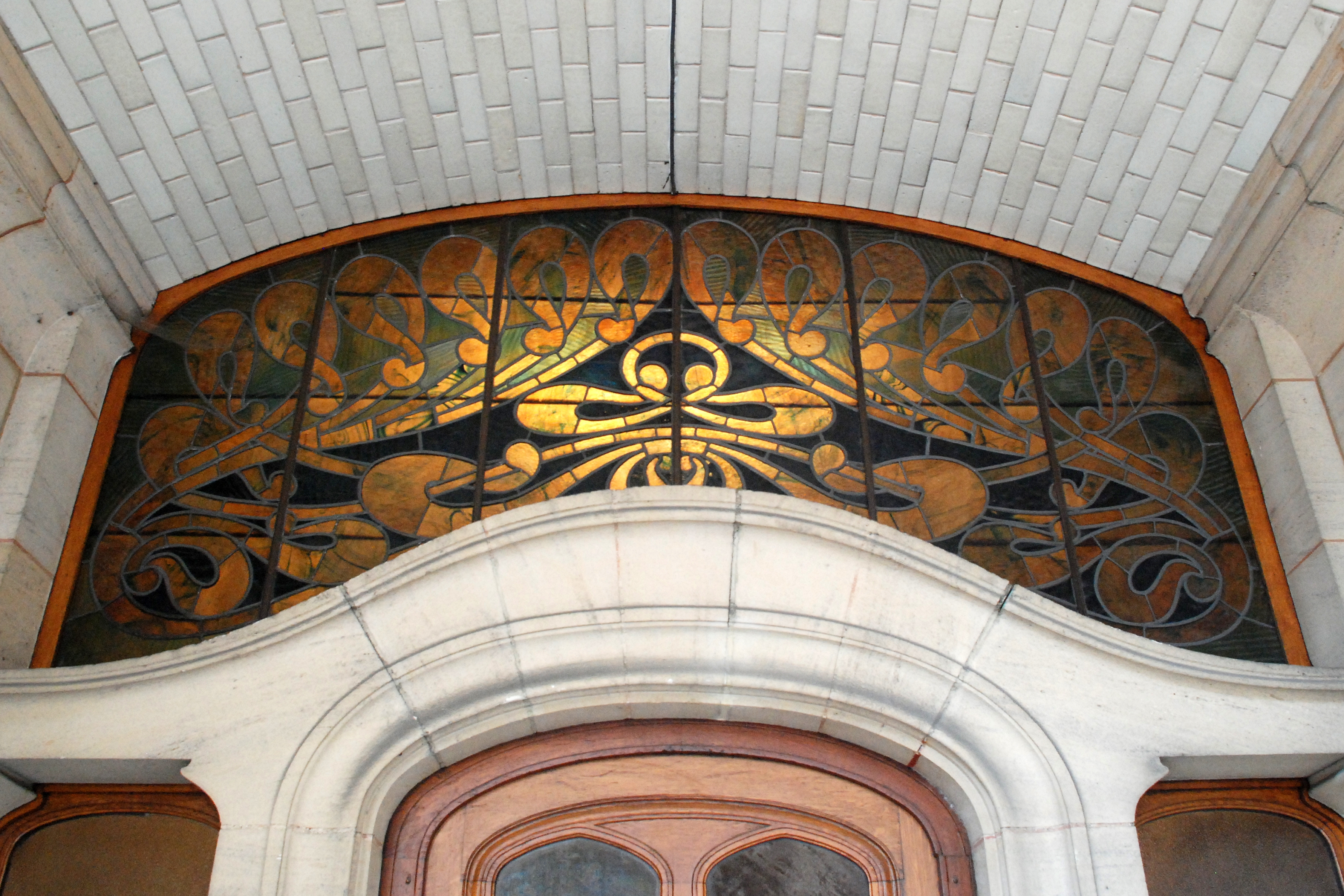
Le vitrail Art nouveau.
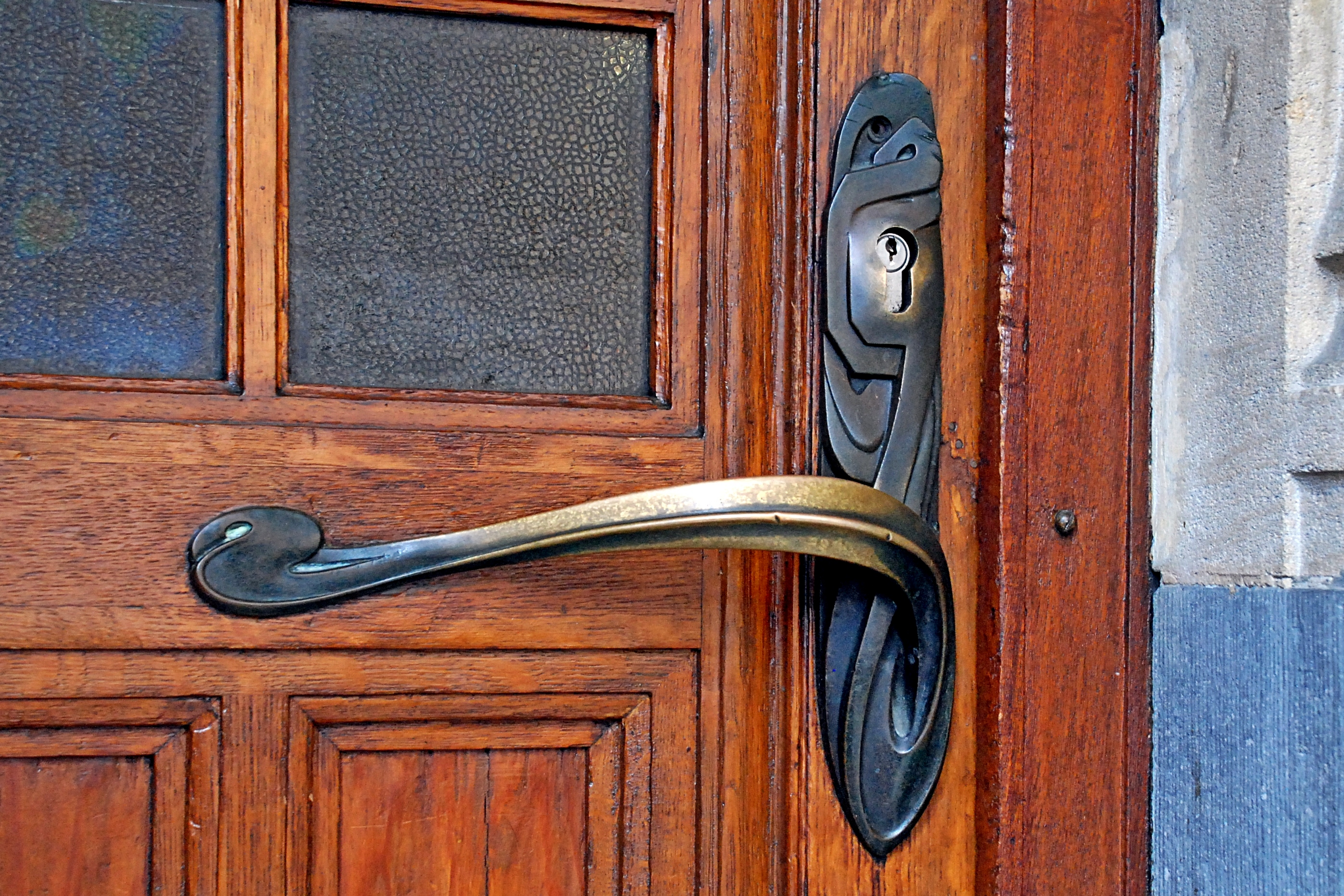
Poignée de porte.

#### Étage
Le porche est surmonté d'une loggia encastrée dans la façade du premier étage : voûtée de briques vernissées comme le porche, elle abrite deux rangées de fenêtres dont une constituée de fenêtres de taille croissante. 
Cette loggia est encadrée d'une logette et d'un bow-window.
|  |  |  |

### Façade de la rue de Livourne
La façade de la rue de Livourne, d'une « étourdissante variété », est tout aussi asymétrique que la façade de la rue de Florence. 
Elle commence par un superbe oriel triangulaire qui s'étend du rez-de-chaussée au premier étage pour se poursuivre par un ensemble constitué de trois fenêtres surmontées d'une logette rectangulaire encadrée de deux balconnets "dans-œuvre" et se terminer enfin par un double balcon soutenu par d'élégantes consoles.
|  |  |  |

### Décoration extérieure
En dehors des jeux de volumes mentionnés plus haut, le seul ornement des façades est constitué d'une frise d'arabesques et de coquilles Saint-Jacques sur fond bleu placée sous la corniche.

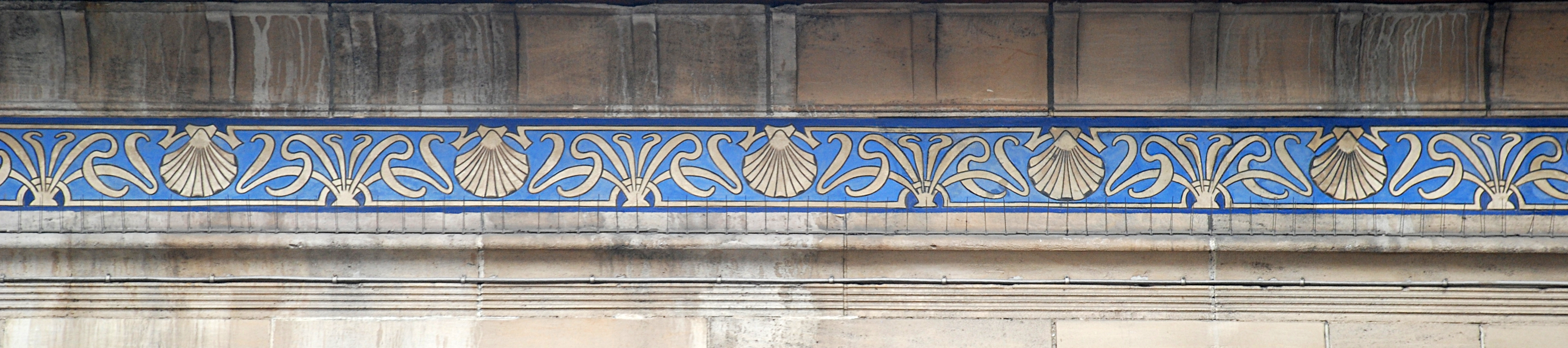
La frise Art nouveau sous la corniche.

## Décoration intérieure
Pièce maîtresse de son aménagement intérieur, un vitrail au motif floral sépare le salon du grand escalier tout en apportant à ce dernier un supplément de lumière.